# El patrón de la vereda
El Patrón de la Vereda: El Juego del Amor è una telenovela argentina del 2005. La sceneggiatura è stata scritta da Enrique Torres ed è stata prodotta da Raul Lecouna. I protagonisti sono Gustavo Bermúdez e Camila Bordonaba, con Martin Seefeld, Hilda Bernard e Ximena Fassi.

## Trama
Gaston (Gustavo Bermúdez) è uno degli uomini d'affari più importanti della casa discografica del paese. In quei giorni sta godendo dei suoi ultimi giorni da single. Ma durante il suo addio al celibato, incontra Sisi (Camila Bordonaba), un'insolente cantante di 19 anni. Quando canta la canzone che lui aveva dedicato all'amore della sua vita, scopre che Sisi è la figlia della fidanzata.
Una volta nella sua vita non rischiava tutto per amore e ora la vita gli dà una seconda possibilità: pensa che innamorarsi di una ragazzina è da pazzi. Il suo matrimonio con Maria Pia (Lucrecia Blanco) si sta avvicinando, Gaston è dubbioso e Sisi scopre che l'uomo che ama sta per commettere un grave errore. Ma lei non è come sua madre e rischierà tutto e sarà pronta a lottare per amore.

### La musica di Sisi
Camila Bordonaba ha cantato la maggior parte delle canzoni. Alcune sue canzoni come "Si Me Vas A Olvidar", "Si Supieras", ma soprattutto "Por Ti" (che è stata utilizzata come sigla iniziale della telenovela), hanno avuto e ancora hanno successo in Argentina.